# 宿根木
宿根木（しゅくねぎ）は、新潟県佐渡市の最南端にある町名。郵便番号952-0612。 狭義にはその中心地区、国の重要伝統的建造物群保存地区（重伝建）として選定されている区域を指す。江戸時代後期から明治初期にかけて全盛期を迎えた北前船の寄港地として発展した港町で、船大工によって作られた当時の面影を色濃く残す町並みが保全されている。

## 地理

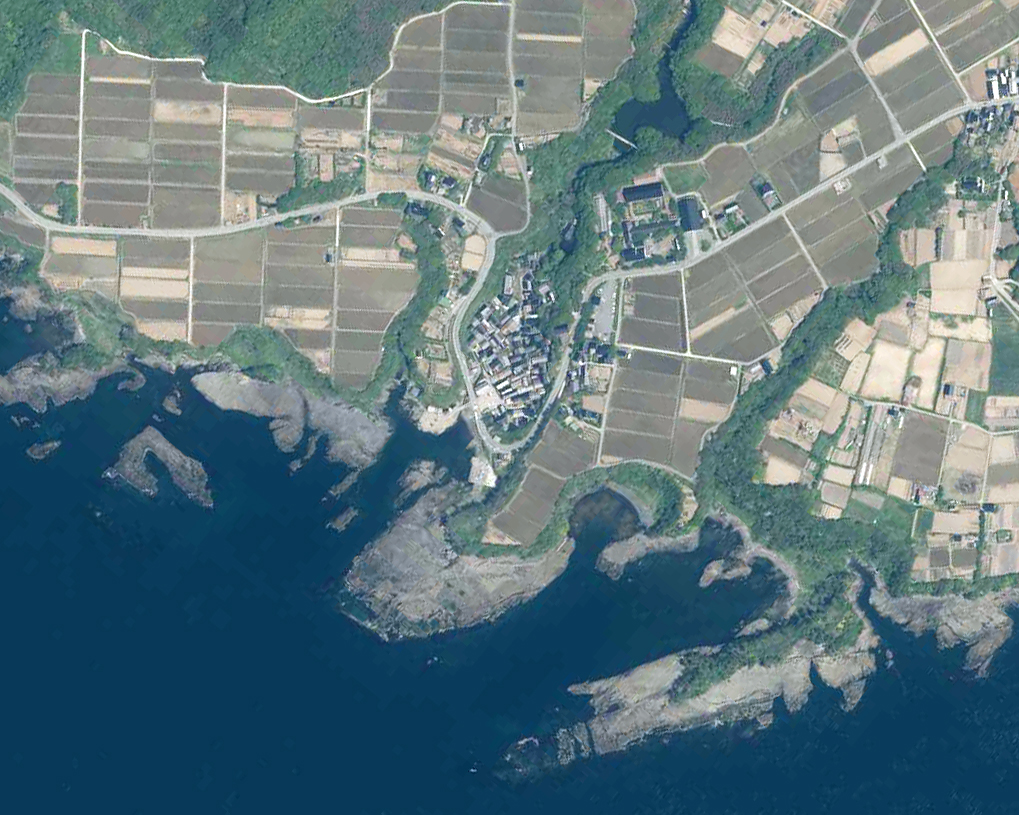
宿根木付近の空中写真。2014年5月19日撮影。画像中央の住宅密集地が宿根木である。

たらい舟で知られる小木港の西に位置する小木海岸の、入り江の奥に面した小さな集落で、約28.5haが重伝建として選定されている。保存地区には集落のほか、周囲の台地や隆起岩礁の海岸も含まれている。

### 町並み

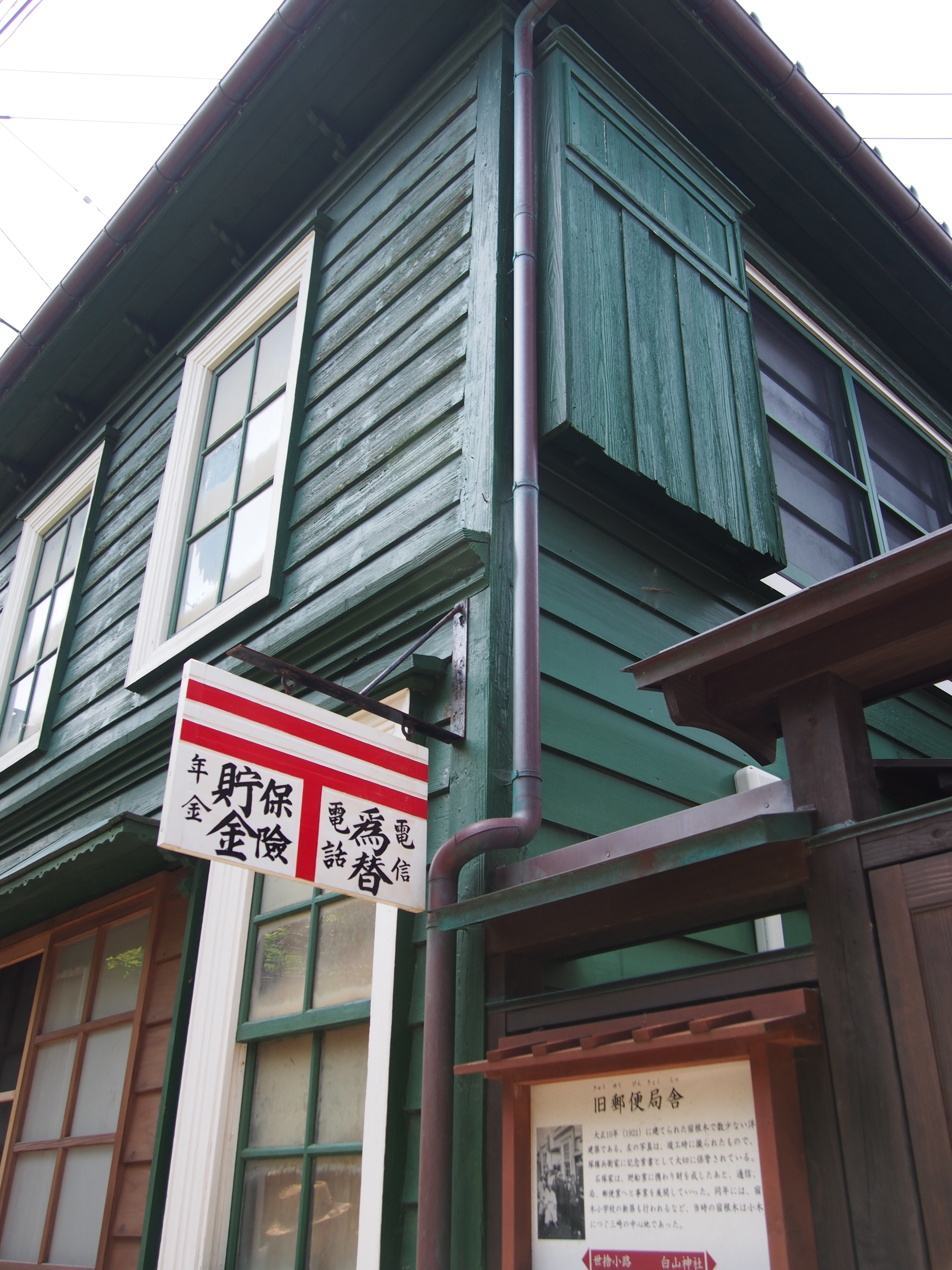
旧郵便局舎

保存地区内に残る伝統的建造物は106棟にのぼり、そのほとんどが板張りで作られた外壁を持つ2階建ての家屋である。
大通りに面した方向には庭や開口部が無く、屋根には庇が無いため、高い壁だけが見える開放的な町並みは日本には珍しい光景と言える。
一部の家屋の屋根は薄く割った板を何枚も重ね、その上に石を置いた石置木羽葺屋根と呼ばれる独自のものである。
家屋の外見は質素であるが、北前船で財を成した船主の往時を偲ばせる豪華な内装仕上げになっている。現在、修復された民家2軒が一般に公開されており、屋敷の内部には漆塗りの大黒柱や、彫刻の施された仏壇、当地小木の伝統工芸品である船箪笥と呼ばれる小判等の貴重品を隠すために使われた「からくり構造」の箪笥などが残されている。「オマエ」と呼ばれる囲炉裏のある居間は2階まで吹き抜けとなっており、梁の組み方などに船大工ならではの技巧が見られる。20以上の土蔵が残されているがいずれも鞘（さや）と呼ばれる板壁で周囲を覆っており、これは塩害から守るためと蔵の存在を隠し盗難を防止しようとした目的と見られる。
この他にも、路地に挟まれた狭い敷地の形状に合わせて作られた通称三角屋と呼ばれる三角形の家屋など、船大工たちが造った建造物が密集する宿根木独自の景観が残されている。集落の周囲には竹垣（風垣）が築かれているほか、周辺には竹林が分布する。
江戸末期に世界地図を制作した蘭医学者の柴田収蔵の生家がある。

### 寺社
称光寺と白山神社がある。集落の全戸が称光寺の檀家である。

### 博物館

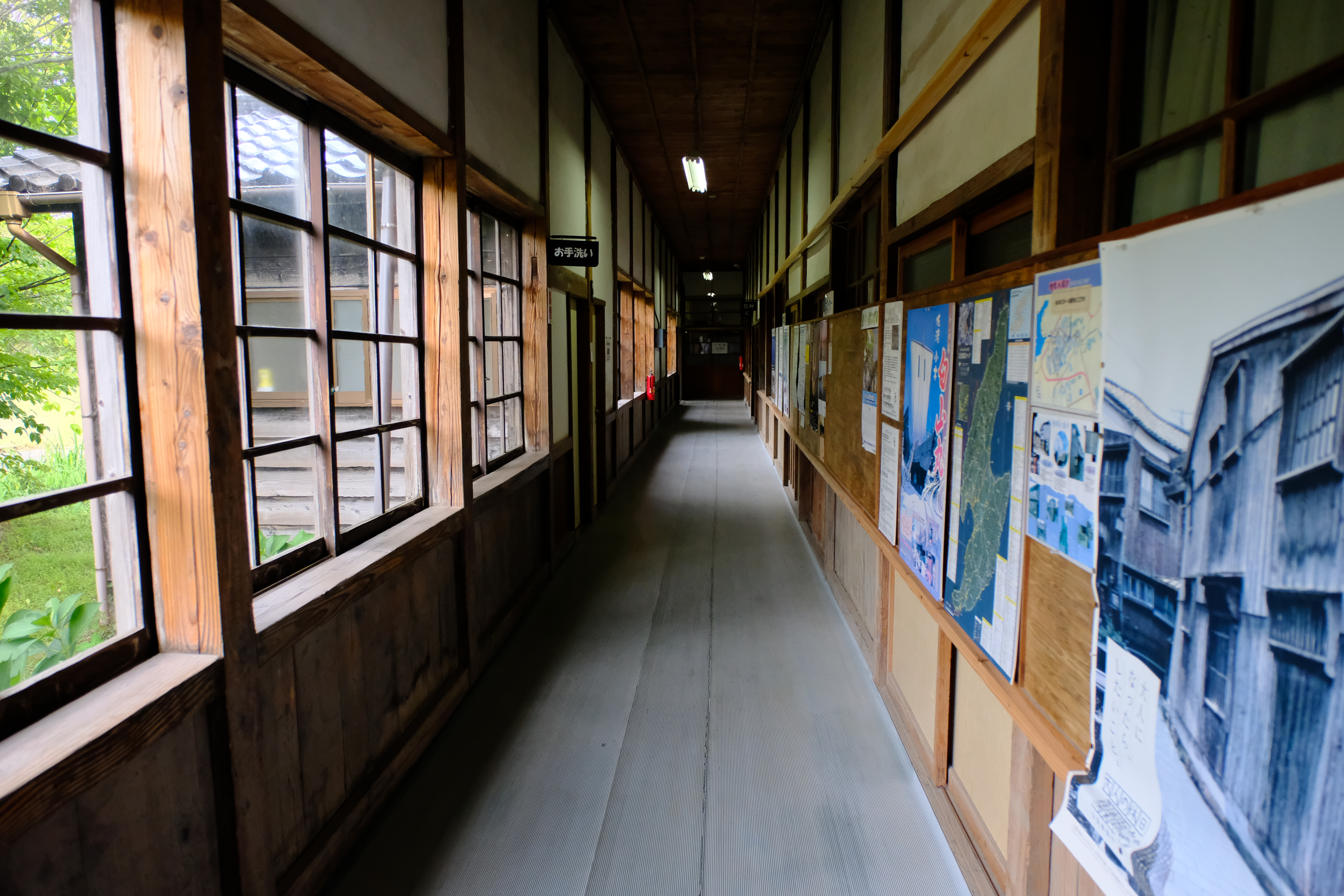
佐渡国小木民俗博物館

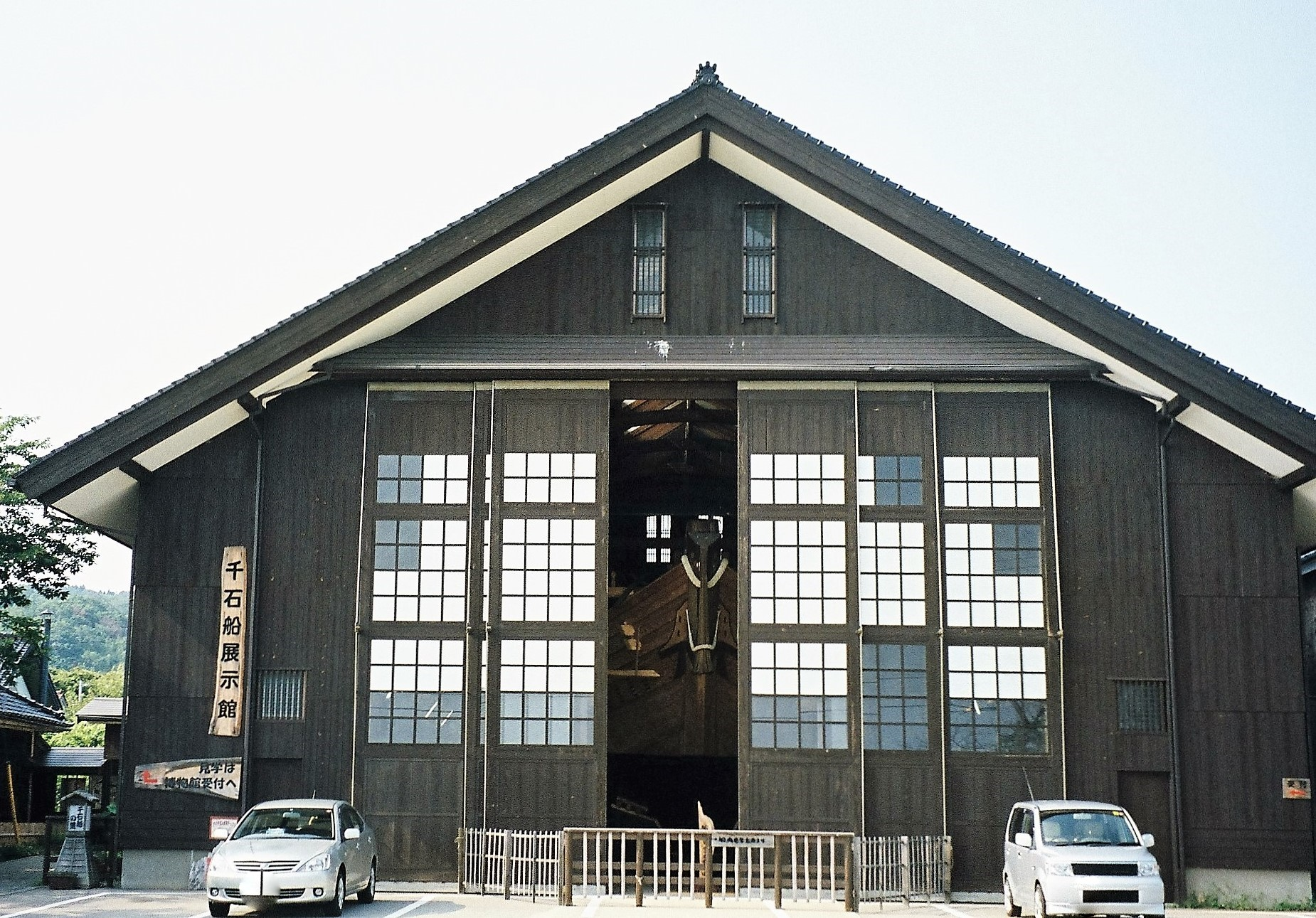
小木民俗博物館に併設された千石船展示館

佐渡ゆかりの民俗学者・宮本常一の提案により設立された、佐渡国小木民俗博物館がある。

### 施設

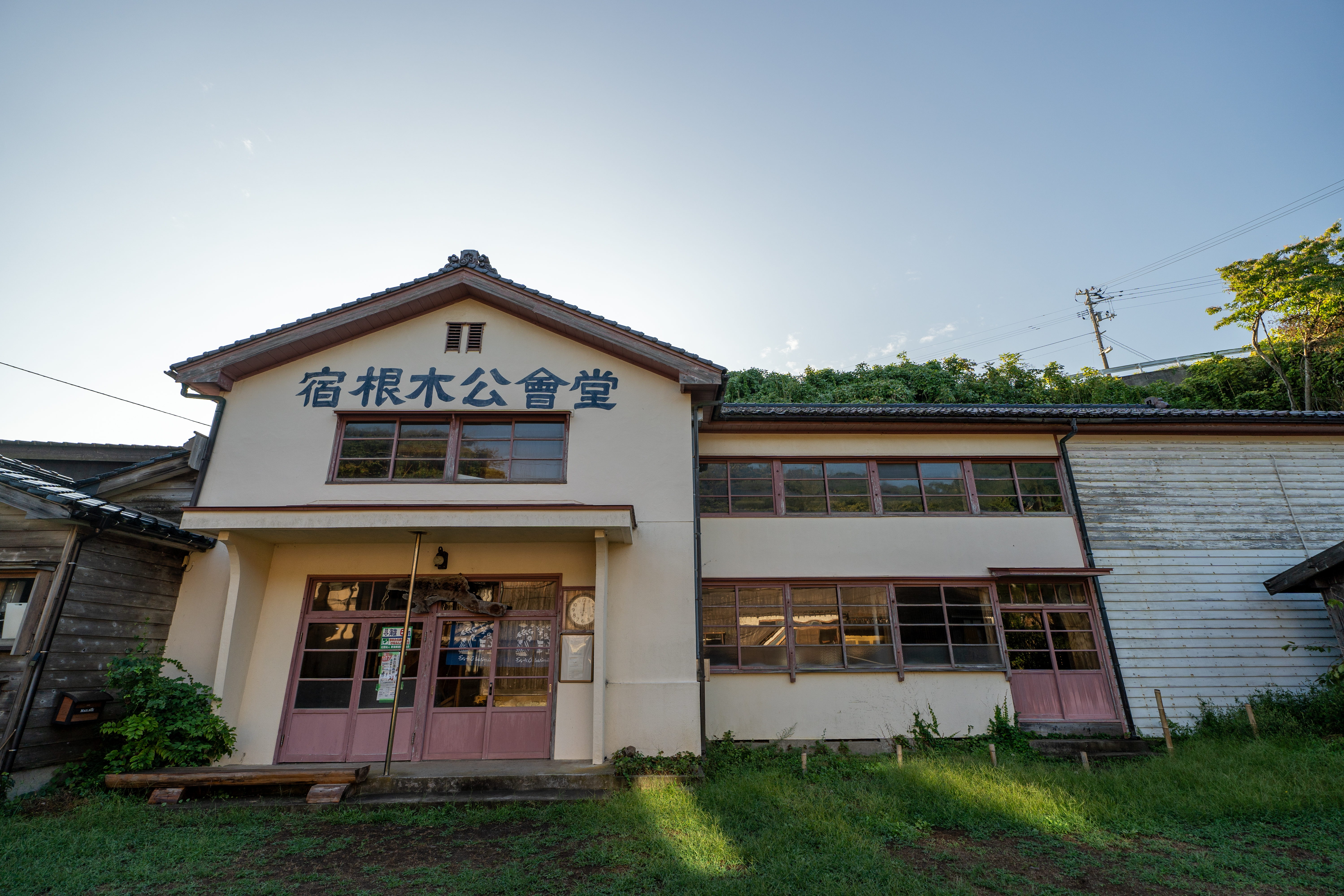
宿根木公会堂

芝居小屋形式の集会所「宿根木公会堂」があり、住民の芝居や民話語りの披露の場として利用されている。大正時代に建造され、現建物は1958年（昭和33年）築。
集落には7本の横井戸がある。

## 歴史
宿根木の名が文献に見られるようになるのは13世紀中頃のことであり、中世から小木半島の要港として機能していた。近世になり、西廻海運の成立以後は小木港が幕府公認の北前船の寄港地となった。北前船とは、主に北陸地方以北と畿内を結ぶ廻船業の船のことで、江戸時代後期から明治初期にかけて隆盛を極めた。宝暦年間に佐渡産品の島外移出が解禁になると共に宿根木の廻船は日本各地を行き交い、港は大いに栄えた。
明治維新以降は松前藩の入港制限が撤廃されたことにより、蝦夷地との往来が盛んになり航海回数が増え、佐渡の南端に位置する宿根木は寄港地としての重要性が高くなり、船主や船乗り、さらに船大工や鍛冶屋、桶屋など廻船業に携わる多くの人々が居住するようになり、入り江の奥の海岸段丘に挟まれた狭い谷間に、2階建ての家屋が密集する高密度な居住空間が形成された。
明治中期になり、長距離輸送の主流が鉄道輸送にシフトされると北前船は姿を消し、宿根木も寄港地としての繁栄は終わるが、宿根木の町並みは火災や災害等による損傷も無いまま維持され続け、昭和55年（1980年）、地区住民により町並み保存対策調査が実施され、平成2年（1990年）、当時の小木町の歴史的景観条例により伝統的建造物群保存地区に決定、翌平成3年（1991年）4月30日、種別「港町」で重伝建として選定された。新潟県内では初の重伝建で、かつ令和6年（2024年）8月までは県内唯一であった。
「宿根木観光ボランティア部」が、平成22年度手づくり郷土賞（地元の良さを中学生が伝える活動）受賞。
なお、大正期以降には新田集落など台地部分において開田が進み、谷間から高台に移転する住民も増加した。公開民家「清九郎」「金子屋」も住民が高台に転居したのちに旧住宅を公開しているものである。

## 世帯数と人口
2015年（平成27年）10月1日現在の世帯数と人口は以下の通りである。
| 大字   | 世帯数 | 人口  |
| ------ | ------ | ----- |
| 宿根木 | 68世帯 | 154人 |

## 小・中学校の学区
市立小・中学校に通う場合、学区は以下の通りとなる。
| 番地 | 小学校             | 中学校               |
| ---- | ------------------ | -------------------- |
| 全域 | 佐渡市立小木小学校 | 佐渡市立南佐渡中学校 |

## 交通
- 小木港から新潟交通佐渡路線バス宿根木線乗車、「宿根木」バス停下車。
  - 同港からはレンタサイクルも利用できる[12]。